# Philautus mjobergi
Philautus mjobergi là một loài ếch trong họ Rhacophoridae. Chúng được tìm thấy ở Indonesia, Malaysia và có thể có ở Brunei.
Môi trường sống tự nhiên của chúng là các khu rừng vùng núi ẩm nhiệt đới hoặc cận nhiệt đới.